# 赤池站 (福冈县)
赤池站（日语：／ Akaike eki */?），是一個位於福岡縣田川郡福智町赤池，屬於平成筑豐鐵道伊田線的鐵路車站。舊赤池町的中心車站。

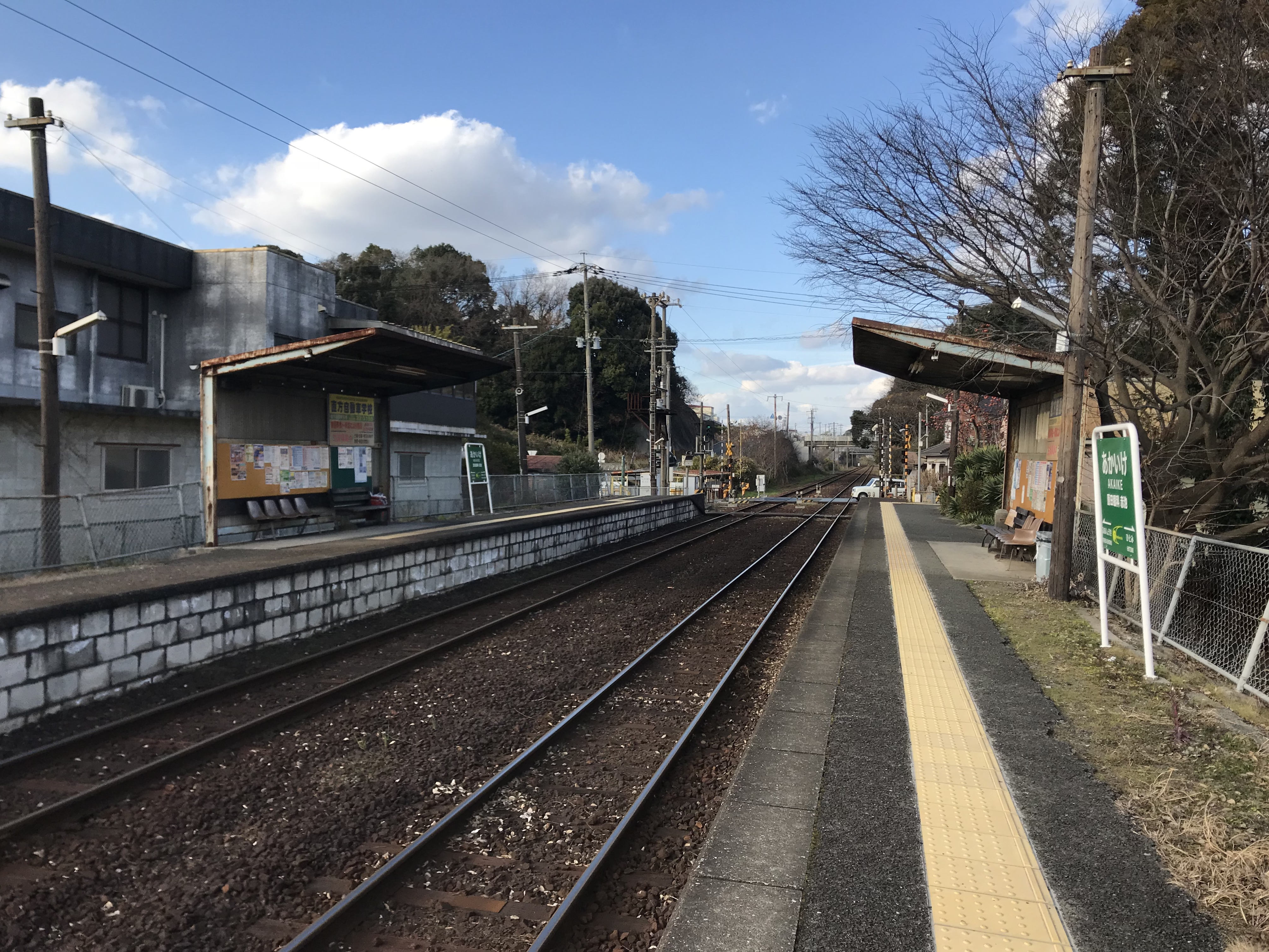
月台(2018年1月)

## 相鄰車站
平成筑豐鐵道
伊田線
知心生力－赤池－人見

## 外部連結
平成筑豐鐵道 – 赤城站 （页面存档备份，存于）（日語）